# Ngawha Springs
Ngawha Springs est une petite localité située dans la région du Northland dans l’Île du Nord de la Nouvelle-Zélande.

## Situation
Elle est localisée à approximativement 5 kilomètres à l’est de la ville de Kaikohe,

## Géographie
C’est la localisation des sources de ‘Ngawha Springs”, une source d’eau chaude, qui est réputée avoir des propriétés thérapeutiques pour ceux qui se baignent dans ses eaux et c’est une source de vapeur utilisée par la centrale électrique de Champ géothermique de Ngawha (en)  .

## Installations
L’entrée pour la source d’eau chaude de Ngawha Springs  coûte 4 $ par adulte. Les installations sont très basiques et il est recommandé d’apporter des chaussures.
Il n’y a pas de douches, juste des installations élémentaires pour se changer. 
Les piscines elles-mêmes varient au point de vue température d’un jour à l’autre, donnant ainsi une large variété de source d’eau chaude allant de plutôt froide, aux alentours de 32 °c à extrêmement chaude, nommée "Favourite" et "Doctor", le goût de la plus traditionnelle des sources, qui jaillit de la source à un prix avantageux. 
A noter que vous sentirez quelque peu le soufre.
La centrale pénitentiaire de Ngawha Prison (en) est aussi située à proximité, constituant la seule prison de la région du Northland.